# فرودگاه پالانا
فرودگاه جدید پالانا (به روسی: Аэропорт Палана) فرودگاهی عمومی واقع در پالانا در کشور روسیه است.